# 泰加 (歌手)
麥可·雷·阮·史蒂文森（1989年11月19日—）是一位美國男饒舌歌手，其藝名為泰加（英語：Tyga）。2011年，泰加與Young Money Entertainment、Cash Money Records和Republic Records（以前稱作Universal Republic Records）簽署了錄音合約。

## 備註
1. ↑  為「Thank you God always」的反向縮略語（英语：Backronym）[3]。

## 外部連結
- 官方网站
- 泰加的Instagram帳戶
- 泰加的X（前Twitter）